# Fidel Vela García
Fidel Vela García   (Arcos de Jalón, 24 d'abril de 1934 - Alcalá de Henares, 31 d'agost de 2023) va ser un escriptor i polític espanyol.

## Biografia
L'any 1936, essent infant, es trasllada amb la seva família a Sigüenza on va residir fins a l'any 1971. L'any 1953 va començar a treballar en la banca, i per motius laborals, va haver de traslladar-se, en 1971, a Alcalá de Henares on establirà la seva residència.
Entre 1979 i 1983 va exercir el càrrec de regidor de l'ajuntament de la ciutat, essent membre del primer govern local democràtic d'Alcalá de Henares. Durant la seva etapa com a polític, que va durar des de 1979 a 2003, va exercir diversos càrrecs entre els quals cal destacar el seu mandat com a president de la Comissió d'Hisenda, o vicepresident i més tard president de la Mancomunitat d'Aigües del Sorbe.
Com a escriptor, es va centrar en la novel·la, encara que també va publicar articles i relats breus, tant en revistes com en periòdics d'àmbit local i nacional. També va escriure contes, entre els quals destaquen «El Guardafreno», publicat en la revista Hermandad del ferroviario el 1961.

## Obra publicada
- Por tierras de Guadalajara y Soria. De Sigüenza a Gormaz. Cultiva libros (IBD), ISBN 978-84-9923-841-8.[1]

- Conversaciones en la ciudad de Alcalá de Henares. Editorial Letras de autor, ISBN 978-84-16362-76-9

- La Oficina, accésit Premio Eugenio D`Ors. Autor-Editor 253 ISBN 978-84-400-3755-8.[1]

- Las leyes del éxito. José Esteban, Editor. ISBN 978-84-85869-49-7.

- Proceso de paz. Ponencia marco. Cultiva Comunicación. ISBN 978-84-936429-7-6.[1]

- El ruta. Sigüenza-Alcalá. Cultiva Libros. ISBN 978-84-9923-584-4.

- Cuentos del Henares. Editorial Letras de autor. ISBN 978-84-17326-26-5.

- La Consulta. Published by La Novela Popular. Madrid, (1965).[7]

- El túnel, premi revista Ferroviarios.[1]
- Diga dos (accésit premio Jara Carrillo).[1]
- Propuesta democrática (accésit premio Ciudad de Ermua).[1]
- Los Acorralados. Editorial La Rueca. ISBN 978-84-19865-09-0.[8]